# Ґрейс Джексон-Смол
Ґрейс Джексон-Смол (англ. Grace Jackson-Small; нар. 14 червня 1961) — ямайська легкоатлетка, що спеціалізувалась у спринті. Учасниця трьох літніх Олімпійських ігор (1984, 1988, 1992).
Срібна призерка літніх Олімпійських ігор з бігу на 200 метрів (1988). Срібна (1989) та бронзова (1987) призерка чемпіонатів світу з легкої атлетики в приміщенні з бігу на 200 метрів. Бронзова призерка Ігор Співдружності в естафеті 4×100 метрів (1982). Чемпіонка Універсиади 1985 року з бігу на 200 метрів та бронзова призерка з бігу на 100 метрів. Чемпіонка (1989) та триразова призерка (1985, 1985, 1989) Кубка світу з легкої атлетики.
Двічі, у 1986 та 1988 роках, визнавалась спортсменкою року на Ямайці.

## Виступи на Олімпіадах
| Олімпіада         | Дисципліна                    | Місце |
| ----------------- | ----------------------------- | ----- |
| Лос-Анджелес 1984 | біг на 100 метрів (жінки)     | 5     |
| Лос-Анджелес 1984 | біг на 200 метрів (жінки)     | 5     |
| Лос-Анджелес 1984 | естафета 4×100 метрів (жінки) | 8     |
| Лос-Анджелес 1984 | естафета 4×400 метрів (жінки) | 5     |
| Сеул 1988         | біг на 100 метрів (жінки)     | 4     |
| Сеул 1988         | біг на 200 метрів (жінки)     | 2     |
| Сеул 1988         | естафета 4×100 метрів (жінки) | 3 (½) |
| Барселона 1992    | біг на 200 метрів (жінки)     | 6     |